# Dárdano de Atenas
Dárdano de Atenas (em grego:  Δάρδανος; 160 a.C. – 85 a.C.) foi um filósofo estoico.
Foi um discípulo de Diógenes da Babilónia e Antípatro de Tarso. Cícero menciona-o como sendo um dos líderes da escola estoica (em latim: principes Stoicorum) em Atenas juntamente com Mnesarco de Atenas, numa altura em que Antíoco de Ascalão afastava-se do Cepticismo (por volta de 95 a.C.)
Depois da morte de Panécio de Rodes (109 a.C.), a escola estoica em Atenas parece ter-se desmembrado, e Dárdano foi provavelmente um dos líderes no ensino estoico nessa época.
Nada mais é conhecido sobre a sua vida, e terá morrido por alturas em que Cícero aprendia filosofia em Atenas, por volta de 79 a.C..